# Шегринка
Шегринка — река в Валдайском, Окуловском и Боровичском районе Новгородской области. Принадлежит к бассейну Балтийского моря. Берёт начало в небольшом озере Защегорье в районе деревни Нелюшка Валдайского района, впадает во Мсту в районе деревни Долгая Лука Боровичского района. Сразу после истока протекает через озёра Байнёвское и Углино около деревни Байнёво. Длина — 74 км.
Наиболее заметные притоки — Кренично (левый); Каменка, Гузаревка (правые).
В 2,2 км от устья, по левому берегу реки впадает река Кренично. В 15 км от устья, по правому берегу реки впадает река Каменка.
Верхняя часть Шегринки проходит по болотистой местности. На берегу Шегринки находятся 15 населённых пунктов. Среди них деревни Лунино, Белышево, Демидово, Петрово, Языково, Жидобужи, Смёново, Малая Крестовая и др.
До XIX века в Шегринке добывался речной жемчуг.

## Данные водного реестра
По данным государственного водного реестра России относится к Балтийскому бассейновому округу, водохозяйственный участок реки — Мста без р. Шлина от истока до Вышневолоцкого г/у, речной подбассейн реки — Волхов. Относится к речному бассейну реки Нева (включая бассейны рек Онежского и Ладожского озера).
По данным геоинформационной системы водохозяйственного районирования территории РФ, подготовленной Федеральным агентством водных ресурсов:
- Код водного объекта в государственном водном реестре — 01040200212102000020902
- Код по гидрологической изученности (ГИ) — 102002090
- Код бассейна — 01.04.02.002
- Номер тома по ГИ — 2
- Выпуск по ГИ — 0